# Casas Grandes
Casas Grandes é um município do estado de Chihuahua, no México, com cerca de 10.587 habitantes (2010). Estende-se por uma área de 3.759 km², tendo uma densidade populacional de 2,8 hab/km². Faz fronteira com Janos, Nuevo Casas Grandes, Galeana, Ignacio Zaragoza, Madera, Bacerac (SO), Huachinera (SO) Bavispe, y Nácori Chico (SO).

## Toponimia
No ano de 1562 o Sr. Virrey don Luís de Velasco, assinou um decreto de exploração, autorizando Dom Francisco de Ibarra, residente em Zacatecas a viajar pela região. Ao chegar na cidade principal, Dom Francisco perguntou aos índios o nome daquele lugar, eles responderam que Paquimé. Surpreendido pela arquitetura local, onde eles viram edifícios de vários andares, Don Francisco de Ibarra decidiu chamar a cidade de Casas Grandes.